# David Haight
David Bruce Haight (ur. 2 września 1906, zm. 31 lipca 2004) – Amerykanin, wysoki hierarcha Kościoła Jezusa Chrystusa Świętych w Dniach Ostatnich.
Był burmistrzem kalifornijskiego miasta Palo Alto oraz kierował misją mormońską w Szkocji. W 1970 został powołany do władz kościoła, w styczniu 1976 wyświęcony na Apostoła w Kworum Dwunastu Apostołów. Dożył prawie 98 lat i był w chwili śmierci najstarszym w historii Apostołem Kościoła.
5 grudnia 2004 zmarła wdowa po Davidzie Haighcie, Ruby Olson Haight (ur. 28 kwietnia 1910). Dożyła wyboru wnuka Jona Huntsmana na gubernatora stanu Utah w listopadzie 2004.